# Buyo
Buyo är en underprefektur i Elfenbenskusten. Den ligger i departementet med samma namn, i den sydvästra delen av landet, 200 km väster om huvudstaden Yamoussoukro.